# Ioan Stoiță
Ioan Stoiță (n. 23 aprilie 1869 , Orlat - d. necunoscut) a fost un deputat în Marea Adunare Națională de la Alba Iulia, organismul legislativ reprezentativ al „tuturor românilor din Transilvania, Banat și Țara Ungurească”, cel care a adoptat hotărârea privind Unirea Transilvaniei cu România, la 1 decembrie 1918.:p. 77

## Biografie
A fost vreme de 35 de ani prim curator la Biserica Greco-Catolică din Orlat.:p. 16

## Activitatea politică

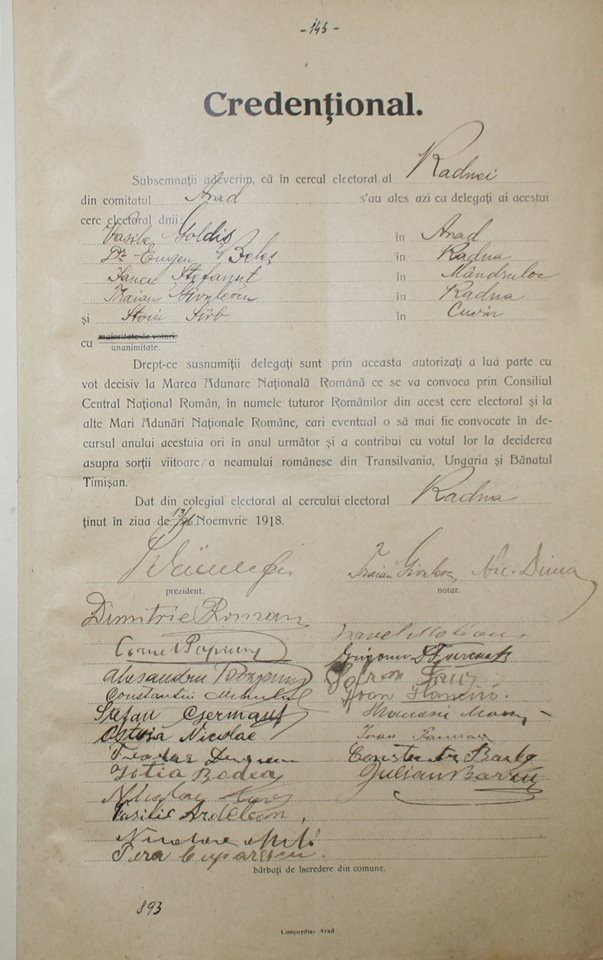
Credențional

Ca deputat în Adunarea Națională din 1 decembrie 1918 a reprezentat ca delegat de drept Cercul Cristian din județul Sibiu.:p. 77:p. 16